# Diecezja Rottenburga-Stuttgartu

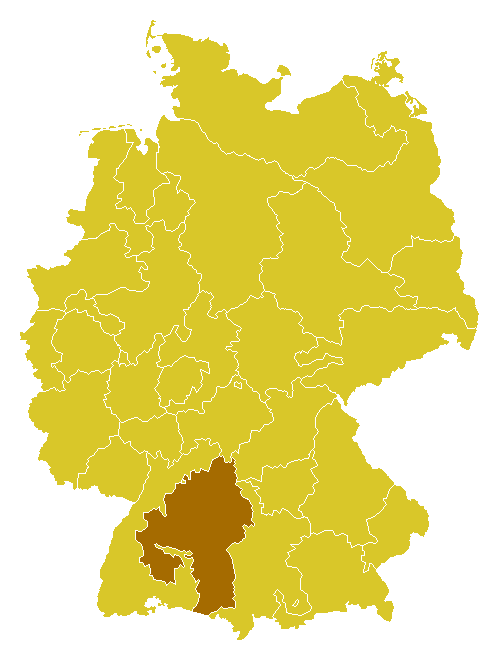
Obecne granice diecezji Rottenburga-Stuttgartu

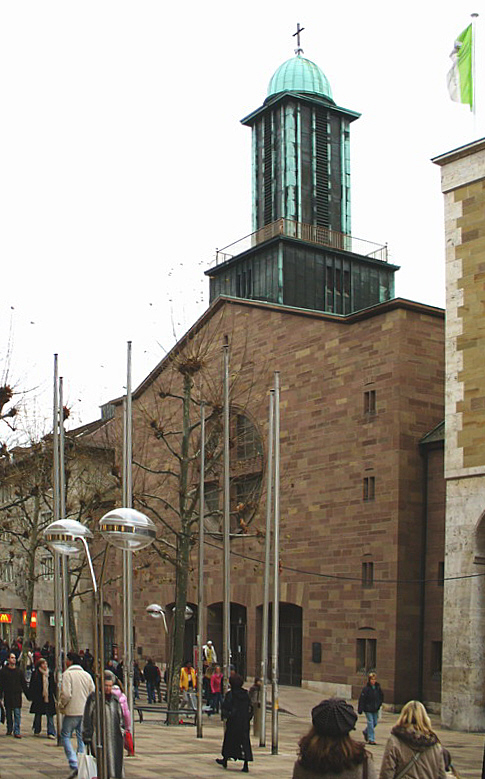
Katedra w Stuttgarcie

Diecezja Rottenburga-Stuttgartu (łac. Dioecesis Rottenburgensis-Stuttgardiensis) – katolicka diecezja niemiecka położona w południowo-zachodniej części kraju, obejmująca swoim zasięgiem większą część landu Badenia-Wirtembergia. Siedziba biskupa znajduje się w katedrze św. Marcina z Tours w Rottenburgu.

## Historia
Obszar dzisiejszej diecezji Rottenburga-Stuttgartu podlegał od średniowiecza diecezji Konstancji założonej w 585 r. Została ona zniesiona bullą papieska Piusa VII Provida solersque z 16 sierpnia 1821 r. W jej miejsce na obszarze Wirtembergii erygowano diecezję Rottenburga, która objęła swoim zasięgiem całe królestwo. Podporządkowana została metropolii Fryburga Bryzgowijskiego.
Po II wojnie światowej została powiększona o nowych wiernych przybyłych z ziem utraconych na rzecz Polski. 18 stycznia 1978 r. biskupstwo zostało przekształcone w diecezję Rottenburga-Stuttgartu.

## Biskupi
- Biskup diecezjalny: Klaus Krämer
- Biskupi pomocniczy: Matthäus Karrer, Thomas Maria Renz, Gerhard Schneider
- Biskupi seniorzy: Johannes Kreidler, Gebhard Fürst

## Główne świątynie
- Katedra św. Marcina z Tours w Rottenburgu
- Konkatedra św. Eberharda w Stuttgarcie

## Podział administracyjny
Diecezja Rottenburga-Stuttgartu składa się z 25 dekanatów:
- Allgäu-Oberschwaben
- Balingen
- Biberach
- Böblingen
- Calw
- Ehingen-Ulm
- Esslingen am Neckar-Nürtingen
- Freudenstadt
- Friedrichshafen
- Göppingen-Geislingen an der Steige
- Heidenheim
- Heilbronn-Neckarsulm
- Hohenlohe
- Ludwigsburg
- Mergentheim
- Mühlacker
- Ostalb
- Rems-Murr
- Reutlingen-Zwiefalten
- Rottenburg
- Rottweil
- Bad Saulgau
- Schwäbisch Hall
- Stuttgart
- Tuttlingen-Spaichingen

## Patron
- św. Marcin z Tours